# Árbol multicamino
Los árboles multicamino o árboles multirrama son estructuras de datos de tipo árbol usadas en computación. 

## Definición
Un árbol multicamino posee un grado g mayor a dos, donde cada nodo de información del árbol tiene un máximo de g hijos.

Sea un árbol de m-caminos A, es un árbol m-caminos si y solo si:
- A está vacío
- Cada nodo de A muestra la siguiente estructura: [nClaves,Enlace0,Clave1,...,ClavenClaves,EnlacenClaves]

nClaves es el número de valores de clave de un nodo, pudiendo ser: 0 <= nClaves <= g-1
Clavei, son los valores de clave, pudiendo ser: 1 <= i <= nClaves
Enlacei, son los enlaces a los subárboles de A, pudiendo ser: 0 <= i <= nClaves
- Clavei < Clavei+1
- Cada valor de clave en el subárbol Enlacei es menor que el valor de Clavei+1
- Los subárboles Enlacei, donde 0 <= i <= nClaves, son también árboles m-caminos.

Existen muchas aplicaciones en las que el volumen de la información es tal, que los datos no caben en la memoria principal y es necesario almacenarlos, organizados en archivos, en dispositivos de almacenamiento secundario. Esta organización de archivos debe ser suficientemente adecuada como para recuperar los datos del mismo en forma eficiente.

## Ventajas e inconvenientes
La principal ventaja de este tipo de árboles consiste en que existen más nodos en un mismo nivel que en los árboles binarios con lo que se consigue que, si el árbol es de búsqueda, los accesos a los nodos sean más rápidos.
El inconveniente más importante que tienen es la mayor ocupación de memoria, pudiendo ocurrir que en ocasiones la mayoría de los nodos no tengan descendientes o al menos no todos los que podrían tener desaprovechándose por tanto gran cantidad de memoria. Cuando esto ocurre lo más frecuente es transformar el árbol multicamino en su binario de búsqueda equivalente.

### Nota
Un tipo especial de árboles multicamino utilizado para solucionar el problema de la ocupación de memoria son los árboles B.